# Ooctonus ignipes
Ooctonus ignipes är en stekelart som beskrevs av Girault 1930. Ooctonus ignipes ingår i släktet Ooctonus och familjen dvärgsteklar. Inga underarter finns listade i Catalogue of Life.